# Secreto de confesión (1965)
Secreto de confesión é uma telenovela mexicana, produzida pela Televisa e exibida em 1964 pelo Telesistema Mexicano.

## Elenco
- Carmen Montejo
- Carmelita González
- Roberto Cañedo
- Bertha Moss